# Cristian S. Calude
Cristian Sorin Calude (n. 21 aprilie 1952, Galați, România) este un matematician și informatician român stabilit în Noua Zeelandă in 1992, cunoscut pentru contribuțiile sale în informatica teoretică . Dupa ce a absolvit Colegiul Național „Vasile Alecsandri”, Galați, a urmat cursurile la Universitatea din București, avandu-i printre profesori pe Grigore C. Moisil  si Solomon Marcus.  Este profesor la Universitatea din Auckland , Noua Zeenlandă. Este director fondator al Centrului pentru Matematică Discretă si Informatică Teoretică  si membru  al Academiei Europaea. Profesor vizitator in mai multe universități din Europa, America de Nord si de Sud, Australasia, Africa de Sud, incluzand Monbusho profesor vizitator la JAIST, 1999, profesor vizitator la ENS, Paris,  2009,   Sun Yat-sen University, Guangzhou, China, 2017-2020 și ETH, 2019.  A fost profesor la Universitatea din București pană in 2000.  Autor sau co-autor a peste 270  articole si  8 carti. Citat de mai mult de 550 autori .
În 2017, împreuna cu S. Jain, B. Khoussainov, W. Li și F. Stephan, a anunțat un algorithm pentru decizia jocurilor de paritate (parity games) în timp quasi-polynomial  Rezultatul a fost prezentat la Symposium on Theory of Computing 2017 unde a primit un  Best Paper Award  si Premiul EATCS-IPEC Nerode Prize 2021.
Președintele României Klaus Iohannis a conferit Ordinul Național Serviciul Credincios în grad de Cavaler  domnului Cristian Sorin Calude, 27 iunie 2019.
Cercetări in teoria algoritmică a informației,  calcul cuantic, mathematică discretă and istoria si filozofia calculului.

## Articole
- C. S. Calude, S. Jain, B. Khoussainov, W. Li, and F. Stephan. Deciding parity games in quasi-polynomial time, SIAM J. Computing, (2020), STOC17-152--STOC17-188.
- A. A. Abbott, C. S. Calude, M. J. Dinneen, R. Hua. A hybrid quantum-classical paradigm to mitigate embedding costs in quantum annealing, International Journal of Quantum Information 1950042-40 (2019).
- A. A. Abbott, C. S. Calude, M. J. Dinneen, N. Huang. Experimentally probing the algorithmic randomness and incomputability of quantum randomness, Physica Scripta, 94 (2019) 045103.
- C. S. Calude, M. Dumitrescu. A probabilistic anytime algorithm for the Halting Problem, Computability, 7 (2018) 259–271.
- C. S. Calude, L. Staiger. Liouville numbers, Borel normality and algorithmic randomness, Theory of Computing Systems, First online 27 April 2017.
- C. S. Calude, L. Staiger, F. Stephan. Finite state incompressible infinite sequences, Information and Computation 247 (2016), 23–36.
- C. S. Calude, G. Longo. The deluge of spurious correlations in big data, Foundations of Science" 22, 3, (2016), 595–612.
- A. Abbott, C. S. Calude, K. Svozil. A variant of the Kochen-Specker theorem localising value indefiniteness, Journal of Mathematical Physics 56, 102201 (2015), doi.org/10.1063/1.4931658.
- C. S. Calude, E. Calude, M. J. Dinneen. Adiabatic Quantum Computing Challenges, ACM SIGACT News 46,1 (2015), 40–61.
- A. Abbott, C. S. Calude, K. Svozil. Value-indefinite observables are almost everywhere, Physical Review A 89, 3 (2014), 032109-032116.
- C. S. Calude, M. J. Dinneen, M. Dumitrescu, K. Svozil. Experimental evidence of quantum randomness incomputability, Physical Review A 82, 022102 (2010), 1—8.
- C. S. Calude, M. A. Stay. Most programs stop quickly or never halt, "Advances in Applied Mathematics", 40 (2008), 295—308.
- C. S. Calude, G. J. Chaitin. Randomness everywhere Nature 400, 22 July (1999), 319–320.

## Cărți
- A. Bellow, C. S. Calude, T. Zamfirescu (eds.) Mathematics Almost Everywhere: In Memory of Solomon Marcus, World Scientific, Singapore, 2018.
- M. Burgin, C. S. Calude, (eds.) Information and Complexity World Scientific, Singapore, 2017.
- C. S. Calude (ed.) The Human Face of Computing, Imperial College Press, London, 2015. 21st Annual Best of Computing, The Notable Books and Articles List for 2016, Computing Reviews, July 2017.
- C. S. Calude (ed.) Randomness & Complexity, From Leibniz to Chaitin, World Scientific, Singapore, 2007.
- C. S. Calude. Information and Randomness: An Algorithmic Perspective, 2nd Edition, Revised and Extended, Springer-Verlag, Berlin, 2002.
- C. S. Calude, G. Păun. Computing with Cells and Atoms, Taylor & Francis Publishers, London, 2001.
- C. Calude. Theories of Computational Complexity, North-Holland, Amsterdam, 1988.

## Distincții
- "Computing Reviews Award", Association for Computing Machinery, New York, USA, 1986.
- Premiul de matematică "Gheorghe Lazar", Academia Română, 1988.
- Premiu pentru excelență în cercetare, Universitaatea din București, 2007.
- Dean's Award for Excellence in Teaching,  University of Auckland, 2007.
- Hood Fellow, 2008-2009.
- Membru al Academia Europaea, 2008.[14]
- Cetățean de onoare al orașului Galați, 2017 [15].
- STOC Best Paper Award 2017.
- EATCS-IPEC Nerode Prize 2021.